# Antocha (Orimargula) indumeni
Antocha (Orimargula) indumeni is een tweevleugelige uit de familie steltmuggen (Limoniidae). De soort komt voor in het Afrotropisch gebied.